# Frédéric-Adolphe de Lippe
Frédéric-Adolphe de Lippe-Detmold (Friedrich Adolf zur Lippe-Detmold; 2 septembre 1667 - 18 juillet 1718) est un souverain allemand, comte de Lippe-Detmold de 1697 à 1718.
Né au palais de Detmold, Frédéric-Adolphe est l'aîné des seize enfants de Simon Henry de Lippe et de la baronne Amélie de Dohna-Vianen, burgravine d'Utrecht et héritière de Vianen et Ameide.

## Biographie
Rompant avec la tradition de ses prédécesseurs, qui versent une subvention pour le Saint Empire Romain au lieu de remplir leurs obligations militaires, il lève sa propre compagnie de troupes, se joignant au bataillon requis par l'Empire. Mais durant son règne, les troupes ne participent pas à une bataille. Frédéric-Adolphe récompense ses fidèles avec des dons généreux. Le 16 juin 1699, il inféode à Frantz Dietrich Bohsen le village de Ilendorf entre Pömbsen et Nieheim, la Cour de Döringsfelde, et les dîmes de Wintrup et Großen Heisten. En 1712, il inféode au fils de son lieutenant Johann Adolf von Schledorn la ville de Anröchte.
En octobre 1698, Frédéric-Adolphe prend à son service Hans Hinrich Rundt, un artiste baroque de Hambourg. Rundt peint un certain nombre de portraits du Comte et de sa famille et mène la luxueuse rénovation du palais, avec des peintures murales et aux plafonds.
Le comte est un dirigeant baroque typique. Ses travaux de construction surchargent les finances de son État. En 1716, le tsar de Russie Pierre le Grand commente à l'occasion d'une chasse sa visite dans la ville de Bad Pyrmont: "Votre Altesse est trop grand pour ce pays". le plus célèbre de ses projets, le canal Friedrichstal (en allemand : Friedrichstaler Kanal) est encore visible aujourd'hui à Detmold et est une promenade du dimanche pour la population locale. Le spécialiste de l'ingénierie hydraulique, Hendrick Kock est responsable de la construction du canal. "Son Palais Préféré" (en allemand : Schloss Favorite) est situé sur un côté du canal et, depuis 1954, abrite l'école de musique de Detmold (Hochschule für Musik de Detmold). Le parc paysager du château, conçu comme un jardin anglais (en allemand : Palaisgarten) n'est ouvert au public qu'en 1919. Depuis le Jardin Friedrichstal ne reste plus que le Mausolée d'Büchenberg, le Neuer Krug et le Krummes Haus sur le site de l'actuel musée en plein air. Afin de fournir le cadre approprié de ce projet, le comte ordonne la construction près de la porte sud d'un ensemble de bâtiments, le Hotel Lippischer Hof et un groupe de maisons neuves, qui forment aujourd'hui le voisinage de Neustadt.
Frédéric-Adolphe reçoit en 1712 de la Prusse, de l'Ordre de l'Aigle Noir.

## Mariages et descendance
A Schaumbourg le 16 juin 1692 Frédéric-Adolphe épouse la comtesse Jeanne-Élisabeth de Nassau-Dillenbourg (Schaumbourg un.d.Lahn, 5 septembre 1663 - Detmold, 9 février 1700), la fille de Adolphe de Nassau-Schaumbourg. Ils ont six enfants:
1. Simon-Henri-Adolphe de Lippe (Detmold, 25 janvier 1694 - Detmold, le 12 octobre 1734), comte et puis le 27 octobre 1720 prince de Lippe-Detmold.
2. Charles Frédéric (Detmold, 1er janvier 1695 - Detmold, 28 mai 1725).
3. Amélie (Detmold, 11 novembre 1695 - Detmold, 22 décembre 1696).
4. Charlotte Amélie (Detmold, 7 septembre 1697 - Detmold, 14 juin 1699).
5. Léopold Hermann (Detmold, 8 août 1698 - Detmold, 31 août 1701).
6. Frédéric Auguste (Detmold, 5 novembre 1699 - Detmold, 11 décembre 1724).

Le 16 juin 1700 Frédéric-Adolphe épouse en secondes noces la comtesse Amélie de Solms-Hohensolms (13 octobre 1678 - Detmold, 14 février 1746). Ils ont sept enfants:
1. Amélie Louise (Detmold, 5 août 1701 - Cappel, 19 avril 1751).
2. Élisabeth Charlotte (Detmold, 12 juillet 1702 - 27 mars 1754), Abbesse de Saint-Marien à Lemgo (1713 - 1751).
3. Charles Simon Louis (Detmold, 1er octobre 1703 - Vienne, 28 mars 1723).
4. Franziska Charlotte (Detmold, 11 novembre 1704 - Burgsteinfurt, 12 juin 1738), mariée en 1724 avec le comte Frédéric-Charles de Bentheim-Steinfurt.
5. Maximilien Henry (Runkel, 12 juin 1706 - Runkel, 17 juin 1706).
6. Charles Joseph (Detmold, 25 août 1709 - Halle, 27 mars 1726).
7. Frederique Adolphine (Detmold, 24 octobre 1711 - Detmold, 10 mai 1766), épousa en 1736 son cousin le comte Frédéric-Alexandre de Lippe-Detmold, Seigneur de Samrodt.